# Île Avian
L'île Avian est une île de 1,2 km de long située près de la pointe sud de l'île Adélaïde, en Antarctique. Elle a été découverte par l'expédition antarctique française, 1903–05, sous la direction du commandant Charcot, et visité en 1948 par le Falkland Islands Dependencies Survey, qui l'a ainsi nommé en raison du grand nombre et de la variété d'oiseaux (aviaires) qui s'y trouvent.
La zone est considérée comme un refuge ornithologique d'une importance capitale et présente une situation unique dans la région de la péninsule Antarctique de par l'abondance et la diversité des espèces avifaunes qui s'y reproduisent à proximité l'une de l'autre telles que les manchots Adélie, les cormorans impériaux, les pétrels géants de l'Antarctique, les goélands dominicains, les labbes et les océanites de Wilson. Plusieurs de ces colonies, qui se trouvent aux limites le plus au sud de leurs aires de répartition, contribuent pour beaucoup à leurs populations régionales.
Le site est protégé par le système du Traité sur l'Antarctique en tant que zone spécialement protégée de l'Antarctique n ° 117,.